# Atractodes thomsoni
Atractodes thomsoni är en stekelart som först beskrevs av Dalla Torre 1902.  Atractodes thomsoni ingår i släktet Atractodes och familjen brokparasitsteklar. Arten är reproducerande i Sverige. Inga underarter finns listade.